# Калиера
Калиера (также Кордон-Оба, Каллитра, лат. Caliera, Callitra) — руины генуэзского замка XIV—XV века, находящиеся на юго-восточном берегу Крыма, на вершине каменистого холма Кордон-Оба по правому берегу реки Отузка на территории посёлка Курортное городского округа Феодосия. Решениями Крымского облисполкома № 595 от 05 сентября 1969 года и № 16 от 15 января 1980 года (учётный № 363) «укрепление на горе Кордон-Оба» объявлено историческим памятником регионального значения.

## Название
Из материалов археологических разведок и нарративных источников известно о существовании с XIII века у устья реки Отузка греческого селения, которое на различных средневековых портоланах носило похожие названия: лат. Calitera на карте 1367 года, лат. Callitra в 1480 году, лат. Calittu — 1487 год, лат. Callistra с портолана 1490 года, лат. Catolica в 1576 году. Эти же варианты приводит Александр Львович Бертье-Делагард, современные авторы более всего используют русифицированную кальку Калиера. Название Кордон-Оба — сторожевой холм, по мнению краеведов, исходит из факта размещения в этом месте в конце XVIII века «Побережной стражи Войска Донского». В путеводителе Сосногоровой утверждается, что в устье Отузки, судя по средневековым картам, находился венецианский порт Провато, что не соответствует действительности (Провато предполагают в районе посёлка Орджоникидзе).

## Описание
Калиера — единственный в Восточном Крыму генуэзский замок, построенный на территории Солдайского консульства, вероятно, для защиты селений Отузы и Калиера. Замок располагался на вершине приморского холма и был полностью ограждён крепостными стенами, сложенными из бута на известковом растворе, длиной около 107,0 м, при толщине 0,85-1,10 м, размеры крепостной площадки около 28,0 на 35,0 м, площадь — 0,074 гектара (по другим данным толщина стен до 2 м, площадь замка 0,26 гектара при размерах 85 на 56 м). Внутри укрепление было разделено поперечной стеной длиной 27,0 м: в южной части, в форме прямоугольной трапеции, находилась церковь размерами 8,4 на 5,0 м (стены толщиной 0,8 м, на известковом растворе, изнутри оштукатуренные и покрытые фресковой росписью) и восемь жилых помещений для гарнизона (сложеные на глиняном растворе). Также там находилась господствующая над крепостю башня-донжон, размерами 9,3 на 10,4 м, с толщиной стен 1,0—1,15 м (по другим данным размеры 8,5 на 10,35 м, толщина стен 2 м), вынесенная за линию стен на 4,8 и 5,0 м и, видимо, ворота в замок. Северная часть укрепления, более сложной в плане формы, занимают четыре, сложенные на глиняном растворе, строения, вероятно, использовавшихся для хозяйственных нужд, часть территории была не застроена. По результатам археологических исследований памятника историки пришли к выводу, что замок был построен в генуэзцами XIV веке (предполагаемая дата — после захвата в 1365 году Солдайи и её сельской округи) и существовал до завоевания генуэзских колоний османскими войсками в 1475 году.

## История изучения
Первое описание замка, как «Отузского укрепления», составил Пётр Кеппен в 1837 году. Учёный описывал, кроме прочего, четырёхугольную башню внутри замка, не упоминаемую современными исследователями и сохранившиеся на высоту до трёх аршинов участков стен, приводил варианты названия поселения со средневековых портоланов.
Упоминает укрепление Ю. А. Кулаковский в книге «Прошлое Тавриды», а первые раскопки памятника провёл в 1927 и 1928 году Н. С. Барсамов, который, «со слов старожилов», неверно атрибутировал укрепление, как армянский монастырь, также, среди прочих, упомянут Н. И. Репниковым. В 1973—1976 и 1981 году раскопки проводили И. А. Баранов и А. И. Айбабин, с 2006 года исследования были продолжены Восточно-Крымской (Феодосийской) экспедицией Крымского филиала Института археологии НАН Украины.